# Volcán de Ipala
El Volcán Ipala es un estratovolcán ubicado en el límite entre los departamentos Chiquimula y Jutiapa, Guatemala. Tiene una altitud de 1650 m s. n. m. y en su cumbre tiene un cráter con un diámetro  de 1000 metros. A unos 150 metros por debajo del borde del cráter se extiende una laguna. El volcán Ipala es parte de una concentración de pequeños estratovolcanes y conos de ceniza en el sur-oriente de Guatemala.

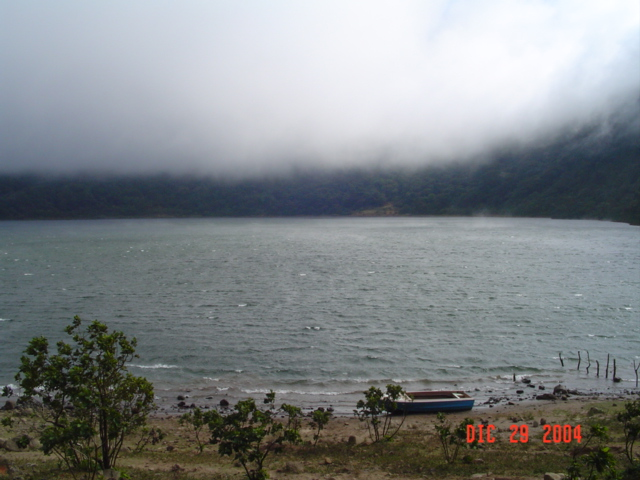
Laguna de Ipala.

Hace miles de años el domo del volcán colapsó y provocó una explosión piroclástica, dejando un amplio cráter que a través de los años formó una laguna conocida como laguna de Ipala. El volcán es de rápido ascenso.
Al iniciar la caminata y si está despejado, puede observar el Volcán Suchitán, el tercer volcán más alto de oriente y el más vistoso. Y al llegar observará una laguna de color verde que es el cráter del volcán.
En las faldas del volcán todavía viven en poco número algunos animales silvestres, tales como Venados y otros animales de la región. Cuentan algunos habitantes de las faldas del Volcán que los venados han sido vistos hasta en los patios y corrales de las casas. Aunque existe una presencia gubernamental a través del CONAP en el volcán, la caza indiscriminada podría acabar con los pocos animales que todavía se refugian en este bonito lugar.